# 卢浦大桥
卢浦大桥，位於中國上海市原卢湾区（现黄浦区）與浦東新區之間的黃浦江上，曾经是世界上主拱橋最长的拱桥、鋼拱桥，其於2009年4月被重慶的朝天門長江大橋超越。

## 简介
卢浦大桥北起浦西鲁班路，南至浦东济阳路。2000年10月25日开工建设，2003年6月28日建成通车，2007年5月1日首次亮灯。结构类型为中承式拱桥，主桥为全钢结构，总长8722米，直线引桥全长3900米，主桥长750米，宽28.75米。采用一跨过江，主跨跨径达550米。主桥按六车道设计，航道净空为46米，通航净宽为340米。主拱截面高9米，宽5米，桥下可通过7万吨级的轮船。它是世界上首座完全采用焊接工艺连接的大型拱桥。
2008年5月1日，卢浦大桥观光平台正式向游客开放。卢浦大桥位于上海世博会会址的中轴线上，主桥两侧设4条750米长、2.25米宽的观光人行道。沿367级台阶的人行道拾级而上，可登临366平方米的观光平台。卢浦大桥在当时是世界上第二座在桥顶设置观光平台的大桥，此前仅有澳大利亚悉尼大桥设有桥顶观光平台。2004年卢浦大桥获国际桥梁大会颁发的尤金·菲戈奖。

## 名称
卢浦大桥的名称来源于上海两个区的简称——北岸的卢湾区（现并入黄浦区）和南岸的浦东新区。黄浦江上更早的三座桥都满足这个命名原则——南浦大桥连接南市区(后并入黄浦区)与浦东新区，杨浦大桥连接杨浦区与浦东新区，徐浦大桥连接徐汇区与浦东新区。

## 图片集

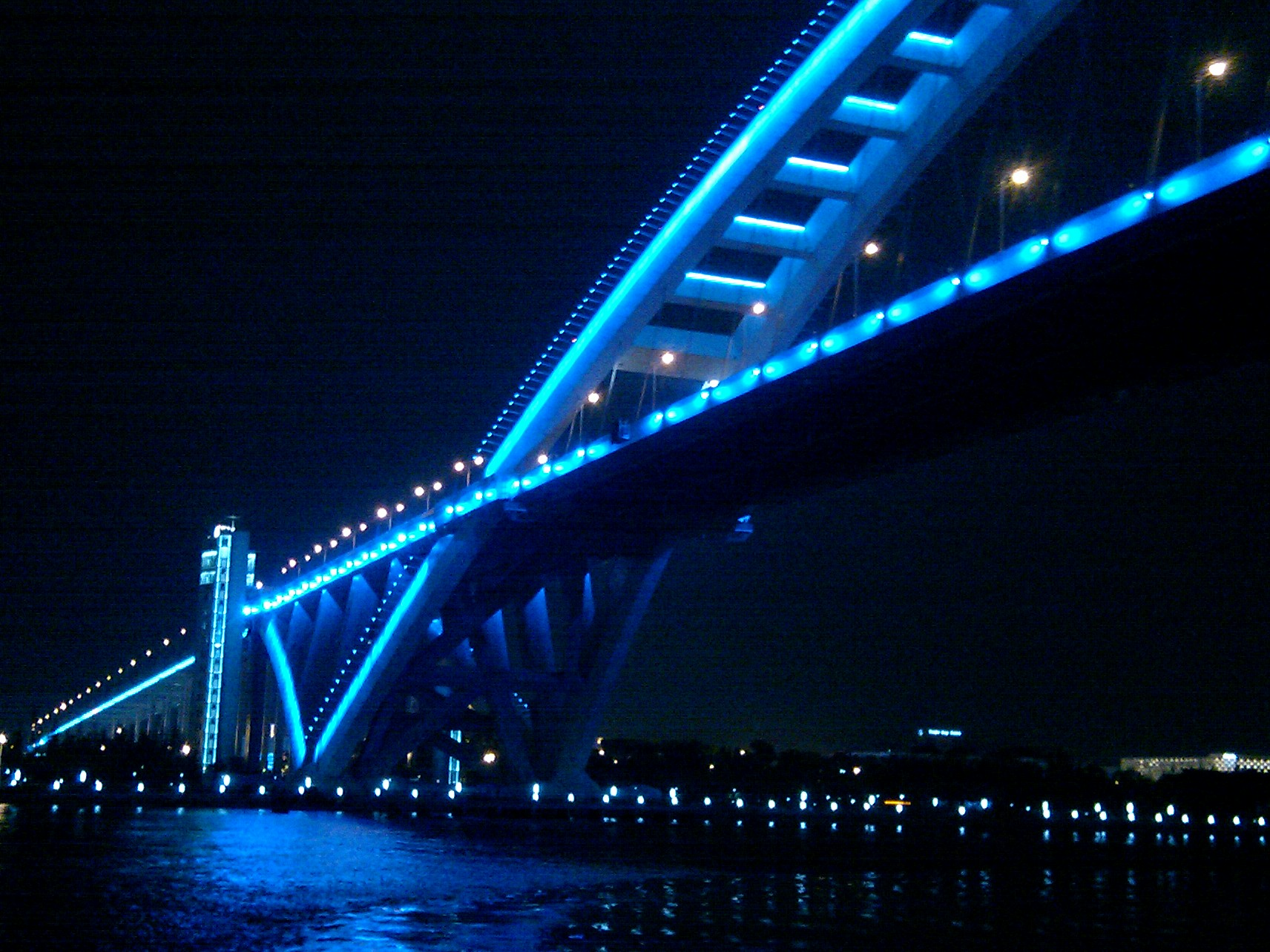
2010年上海世博会时的卢浦大桥夜景
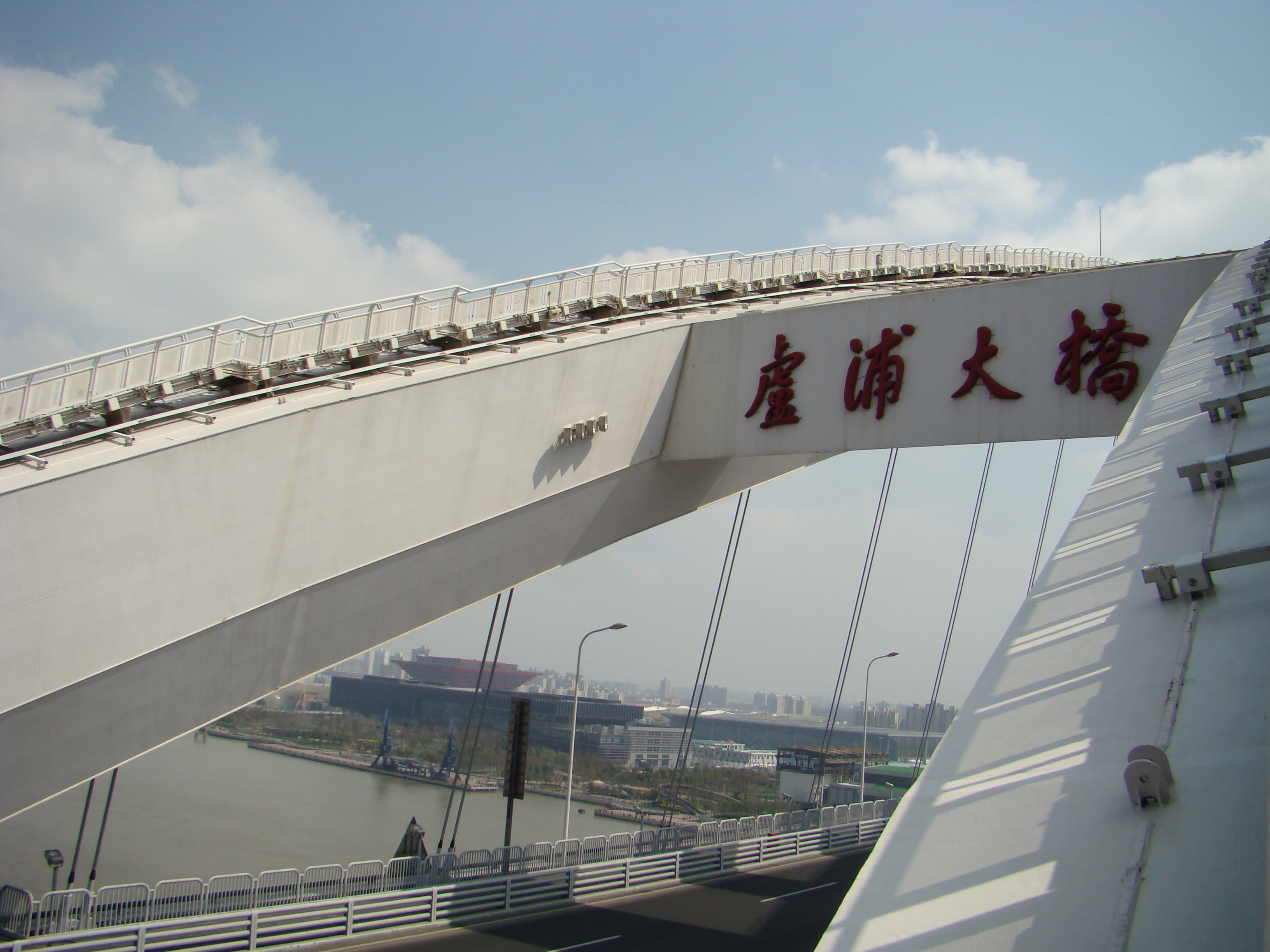
卢浦大桥桥拱
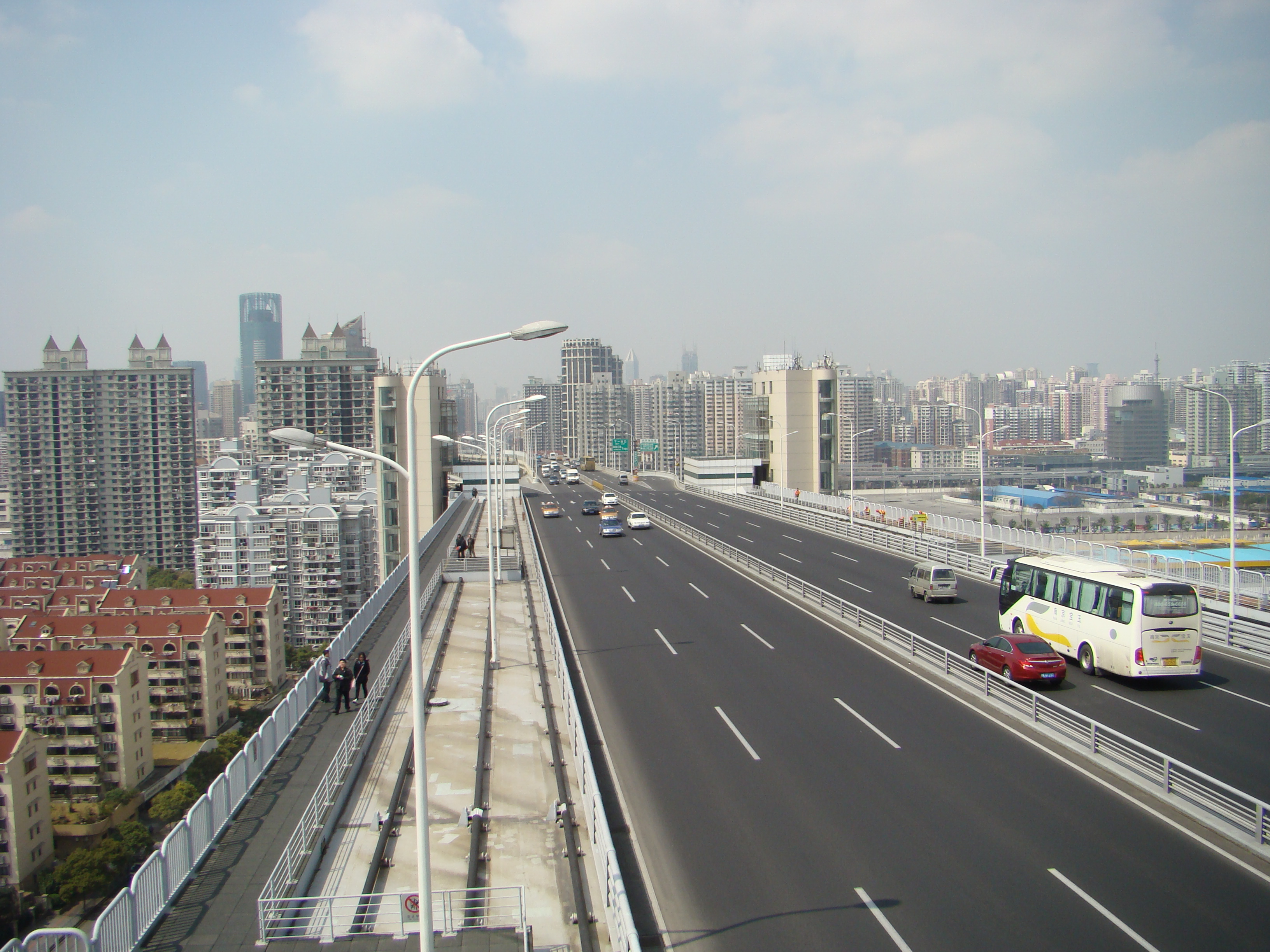
卢浦大桥车道
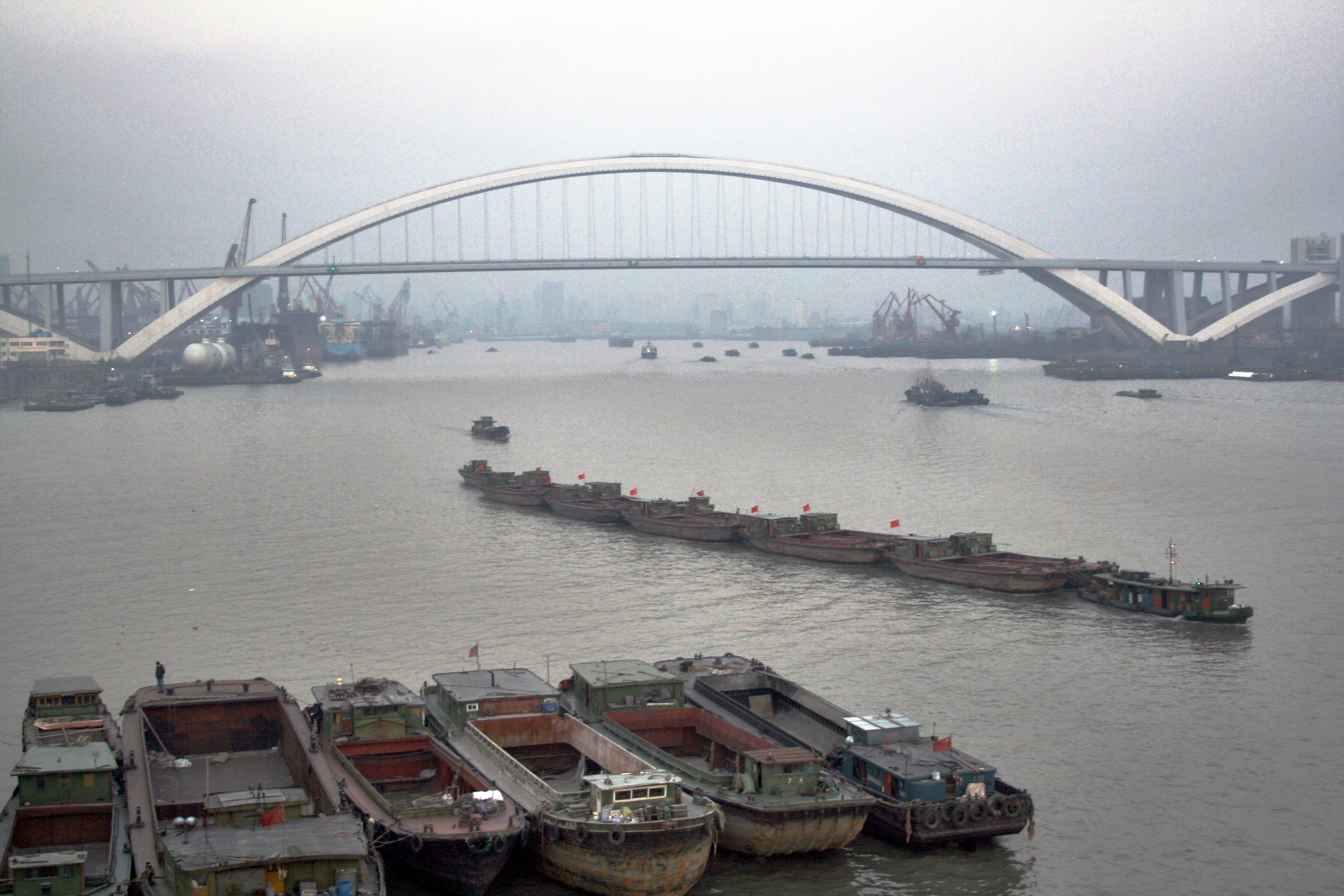
黄浦江面上的卢浦大桥
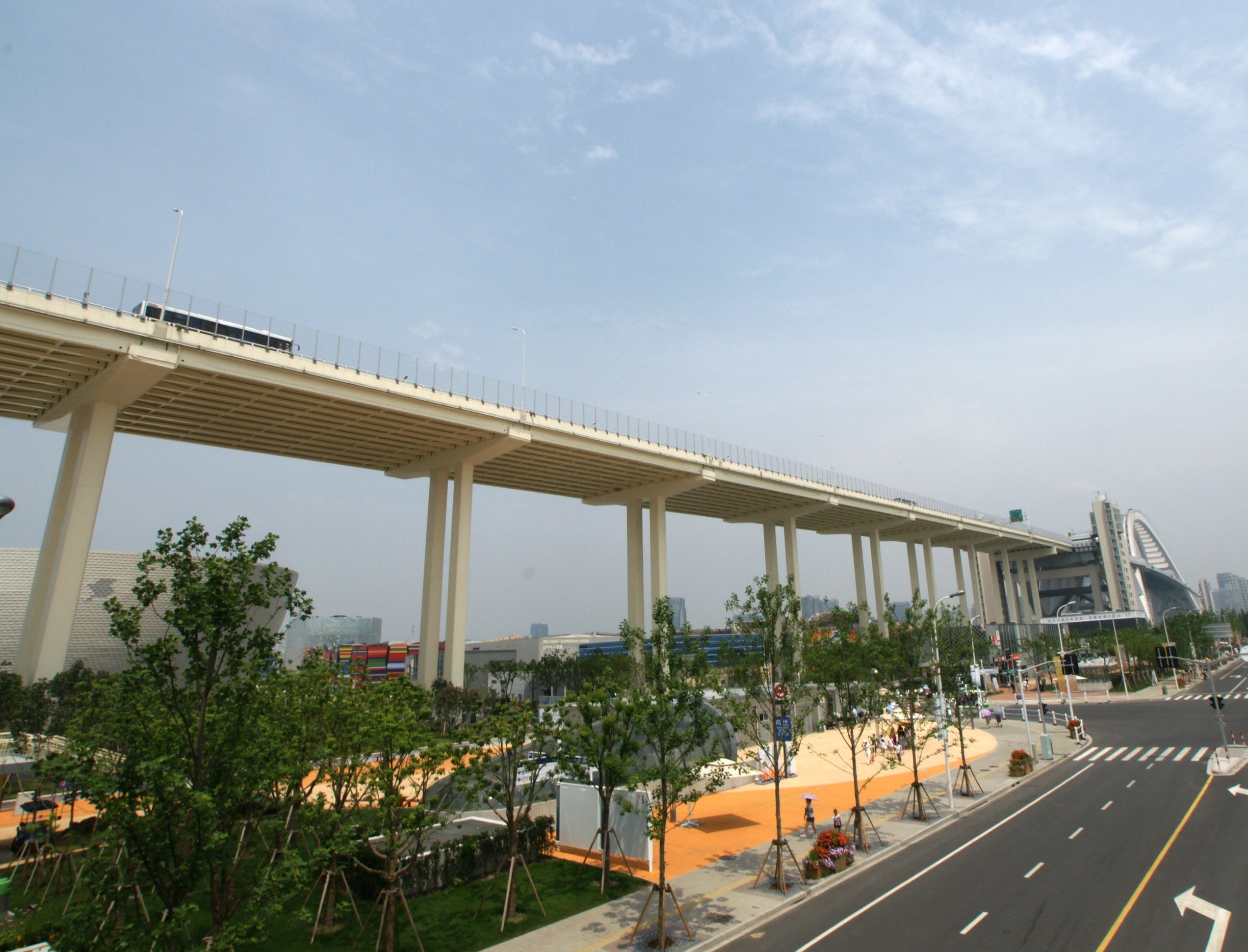
卢浦大桥引桥
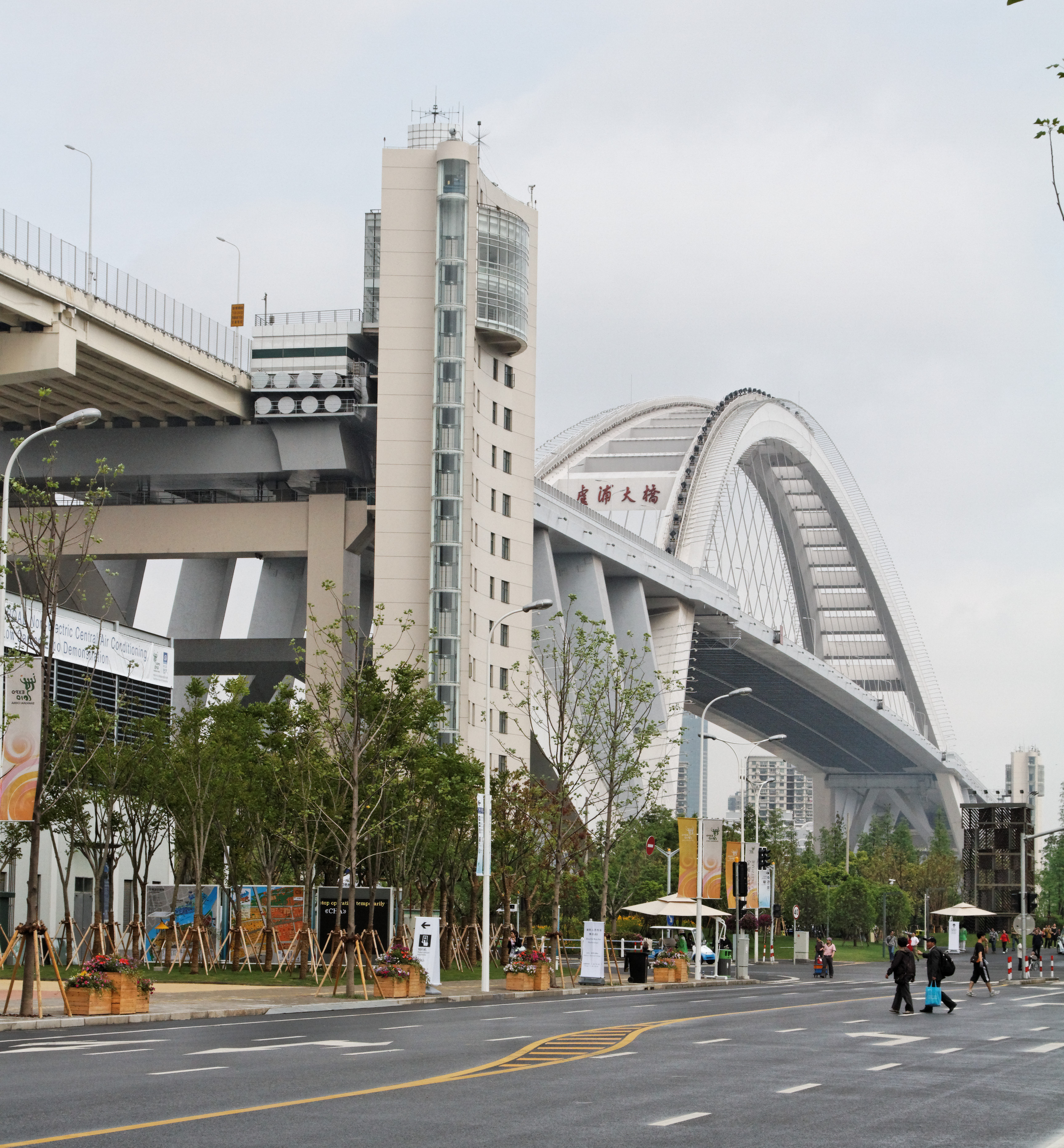
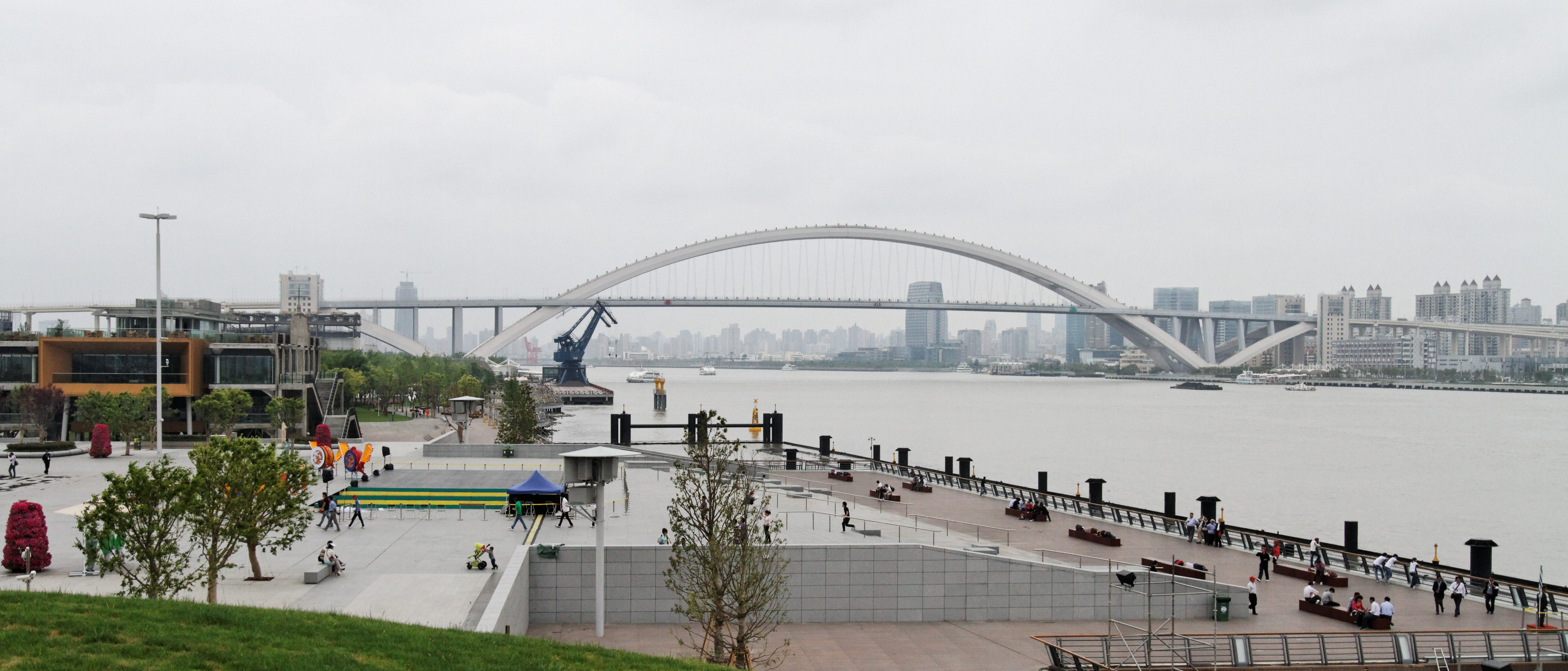
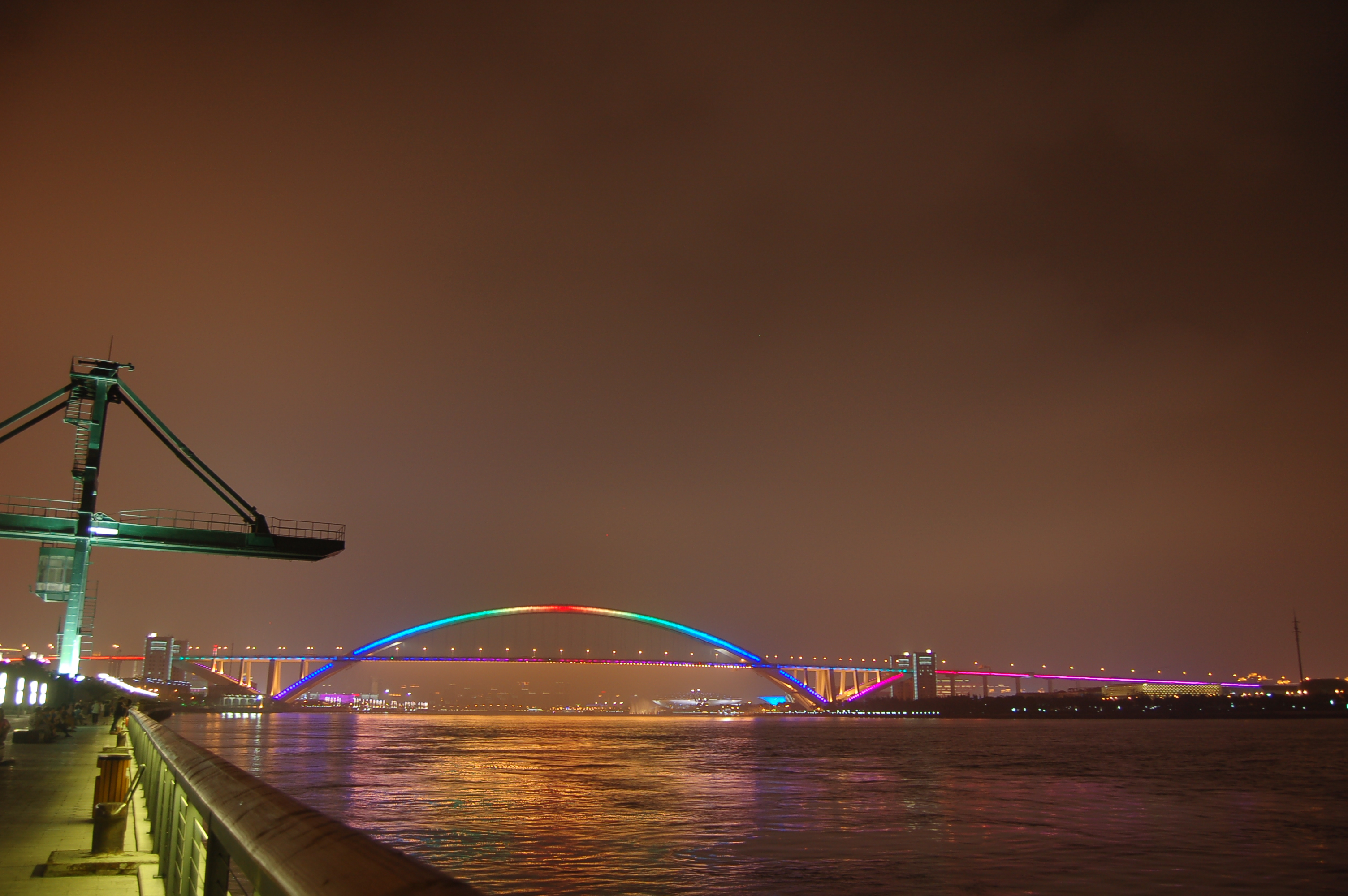